# Melrose (Nuovo Messico)
Melrose è un villaggio degli Stati Uniti d'America situato nella contea di Curry, nel Nuovo Messico. Il villaggio è situato ad ovest della contea.
Durante il periodo della New Deal, venne costruito il Melrose Art Center, un edificio finanziato dal Federal Art Project e dedicato alla mostra di arti visive. Melrose è stata la più piccola città di tutti gli Stati Uniti ad avere una struttura di questo genere.